# Flamingo Las Vegas
Flamingo Las Vegas – hotel i kasyno, położony przy bulwarze Las Vegas Strip w Paradise, w stanie Nevada. Stanowi własność korporacji Caesars Entertainment Corporation. Styl architektoniczny obiektu utrzymany jest w tematyce art déco i streamline moderne, popularnej w Miami i South Beach.
W skład kompleksu wchodzi kasyno o powierzchni 7200 m² oraz hotel z 3626 apartamentami. W zewnętrznej części obiektu znajduje się siedlisko dzikiej przyrody zajmujące obszar ponad sześciu hektarów, zamieszkałe przez flamingi. W przeszłości znajdowały się w nim również pingwiny, jednak ostatecznie zostały one przeniesione do zoo w Dallas.
Flamingo był trzecim obiektem wypoczynkowym w historii, który powstał przy Strip. Obecnie stanowi najstarszy kompleks operujący przy bulwarze. Na jego terenie znajduje się stacja Las Vegas Monorail.

## Historia

### Początki
16-hektarowy teren, który zajmuje Flamingo, początkowo był własnością jednego z pierwszych inwestorów w Las Vegas, Charlesa Squiresa. W 1944 roku ziemię wykupiła Margaret Folsom, oferując za nią 7500 dolarów. Krótko po tym, odsprzedała teren Billy’emu Wilkersonowi, właścicielowi magazynu Hollywood Reporter oraz kilku nocnych klubów przy bulwarze Sunset Strip: Cafe Trocadero, Ciro's i La Rue's.
W 1945 roku Wilkerson wszedł w posiadanie 13-hektarowego obszaru ziemi po zachodniej stronie U.S. Route 91. Następnie zatrudnił George’a Vernona Russella, aby ten zaprojektował hotel inspirowany stylem europejskim, różniący się od typowej architektury przy Fremont Street. Planował otwarcie luksusowego obiektu wypoczynkowego ze spa, polem golfowym, restauracją i klubem nocnym. Jednak ze względu na rosnące koszty, Wilkerson wpadł w finansowe problemy, zadłużając się na ponad 400 tys. dolarów. Było to równoznaczne ze wstrzymaniem projektu.

### Bugsy Siegel

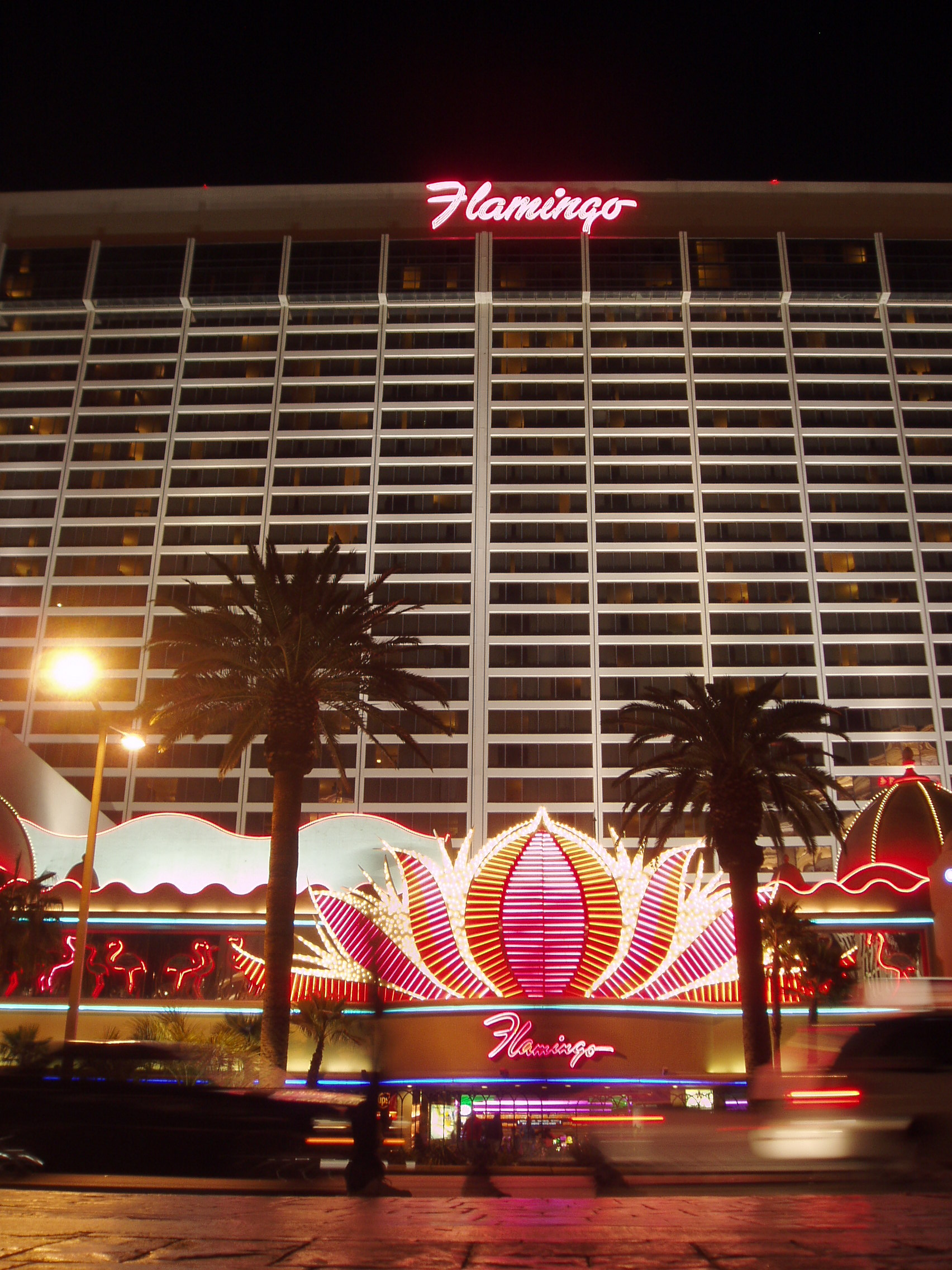
Wejście do Flamingo

Pod koniec 1945 roku gangster Benjamin „Bugsy” Siegel i jego „partnerzy” przybyli do Las Vegas, zachęceni wizją legalnego hazardu i zakładów. Siegel swoją działalność w Vegas rozpoczął od kupna obiektu The El Cortez za 600 tys. dolarów, który następnie sprzedał, osiągając 166 tys. dolarów zysku. W tym samym czasie, członkowie jego otoczenia dowiedzieli się o kłopotach finansowych Wilkersona. Wykorzystując pieniądze zarobione na sprzedaży El Cortez, przekonali Wilkersona do rozpoczęcia współpracy. Siegel wraz z Moe Sedwayem, Gusem Greenbaumem i Meyerem Lanskym zainwestowali milion dolarów w przejęcie ziemi należącej do Wilkersona. Jednocześnie zachował on 1/3 udziałów własnościowych.
Siegel wprowadził projekt w finałową fazę konstrukcji i przekonał wielu swoich przyjaciół do inwestycji w obiekt. Problem stanowił jednak fakt, że nie miał on doświadczenia ani w budowaniu ani przy projektowaniu budynków, co powodowało wysokie koszty związane z zatrudnieniem firm podwykonawczych oraz ciągłym uzupełnianiem materiałów. Poza tym istnieje duże prawdopodobieństwo, że Siegel kupował te same materiały kilkakrotnie – okazało się bowiem, że pracownicy, którzy dostarczali je w ciągu dnia, kradli te same materiały nocą, a następnie ponownie sprzedawali je inwestorowi.

### The Flamingo Hotel & Casino

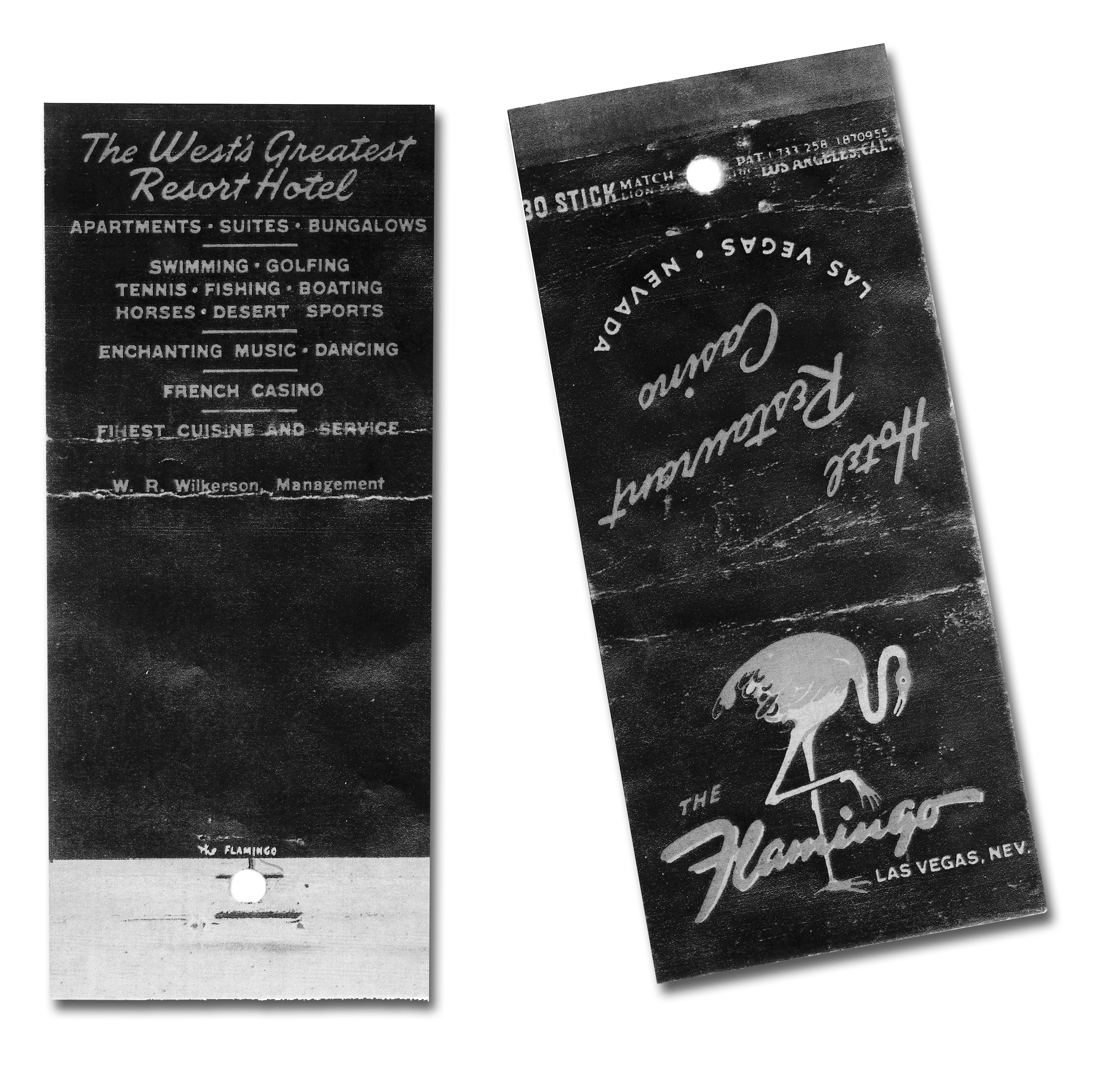
Pudełko zapałek z reklamą Flamingo z 1946 roku

Siegel dokonał oficjalnego otwarcia The Flamingo Hotel & Casino 26 grudnia 1946 roku, a łączny koszt budowy wyniósł 6 milionów dolarów. Uznany za najbardziej luksusowy hotel świata, 105-apartamentowy obiekt (jako pierwszy luksusowy kompleks wybudowany przy Las Vegas Strip) powstał w odległości 11 kilometrów od centrum miasta. Tuż przed wejściem znajdowała się ogromna tablica, informująca, że budynek powstał według projektu Williama R. Wilkersona, jego głównym wykonawcą była firma Del Webb Construction, zaś architektem Richard Stadelman.
Siegel nazwał obiekt na cześć swojej narzeczonej, Virginii Hill, której pseudonim brzmiał Flamingo; była tak nazywana przez Siegela ze względu na swoje długie nogi. Pochodzenie nazwy hotelu wyjaśnił również gangster Lucky Luciano, mówiąc, że Siegel prowadził w przeszłości interesy w Hialeah Park Race Track na Florydzie, gdzie często obserwował liczną populację flamingów zamieszkującą pobliskie tereny.

### Morderstwo Siegela
Problemy Siegela z Flamingo rozpoczęły się już rok po rozpoczęciu budowy, kiedy okazało się, że obiekt pochłania coraz więcej pieniędzy inwestorów. W odpowiedzi na to Meyer Lansky oskarżył – na spotkaniu grupy gangsterów na Kubie – Siegela i Virgini Hill o kradzież pieniędzy z budżetu na budowę kompleksu. Zarzut ten postawiono, gdy okazało się, że Hill pobrała z konta projektu 2,5 miliona dolarów i udała się do Szwajcarii, gdzie miała rzekomo pozostawić pieniądze. Lansky przekonał zgromadzonych, aby wstrzymać się z działaniami do oficjalnego otwarcia Flamingo; jeśli okazałby się finansowym sukcesem, Siegel miał dostać możliwość spłacenia długu, natomiast niepowodzenie kasyna było równoznaczne z jego morderstwem.
Uroczystość otwarcia Flamingo, mimo udziału wielu sławnych osobistości, uznana została za „klapę”. Lansky zdołał jednak przekonać gangsterów do podarowania Siegelowi jeszcze jednej szansy. W styczniu 1947 roku obiekt przerwał działalność, jako że część hotelowa nie została ukończona. Flamingo wznowił działalność w marcu. W maju zysk wygenerowany przez kompleks wyniósł 250 tys. dolarów, co utwierdziło Lansky’ego w przekonaniu, że Siegel miał rację co do perspektyw, jakie stoją przed Las Vegas. Okazało się to jednak niewystarczającym powodem, by utrzymać go przy życiu – 20 czerwca 1947 roku, Siegel przebywając w swoim apartamencie w Hollywood, został zastrzelony.
Tablica upamiętniająca Siegela znajduje się obecnie w pobliżu kaplicy ślubnej na terenie Flamingo.

### Po śmierci Siegela
1 marca 1947 roku menedżerowie hotelu zmienili jego nazwę na The Fabulous Flamingo. W tym samym okresie obiekt zyskał renomę i zasłynął licznymi produkcjami scenicznymi. Z tego powodu uważa się, że to Flamingo spopularyzował zjawisko kompleksowej rozrywki w Las Vegas. W 1950 roku otwarta została nowa wieża hotelowa, Champagne Tower. W latach 1965–1969 Flamingo ze swoją wysokością 83 metrów był najwyższym budynkiem w Las Vegas.
W 1967 roku kompleks został wykupiony przez Kirka Kerkoriana, który uczynił go częścią swojej korporacji International Leisure Company. Jednak w 1972 roku obiekt został przejęty przez Hilton Corporation, a jego nazwa została zmieniona na Flamingo Hilton. Ostatni element struktury oryginalnego budynku Flamingo Hotel został zburzony 14 grudnia 1993 roku; w jego miejscu utworzony został ogród.
We wrześniu 1999 roku Flamingo Hilton i jego siostrzane budynki w miejscowościach Laughlin i Reno zakończyły długoletnią współpracę z Hilton Hotels. W wyniku tego, z nazwy hotelu usunięto słowo Hilton i obecnie brzmi ona Flamingo Las Vegas.
W 2005 roku Flamingo stał się własnością korporacji Harrah’s Entertainment, która od 2010 roku nosi nazwę Caesars Entertainment Corporation.
3 sierpnia 2006 roku Toni Braxton podpisała kontrakt z Flamingo i od tego czasu, aż do 7 kwietnia 2008 roku, regularnie występowała w obiekcie ze swoim show Toni Braxton: Revealed. 9 września 2008 roku Donny i Marie Osmond zastąpili Braxton w roli gwiazd hotelu; mimo że ich umowa miała w założeniu obowiązywać tylko sześć miesięcy, została ostatecznie przedłużona do października 2012 roku. Obecnie regularne występy w hotelu daje również komik George Wallace (aktor).

## Flamingo w filmie
Film Ocean’s Eleven w wersji z 1960 roku, podobnie jak Miłość w Las Vegas zostały w całości nakręcone we Flamingo. Z kolei w najnowszej wersji Ocean’s Eleven (2001), w hotelu została sfilmowana jedna z retrospektywnych scen.
Jednym z wątków filmu Bugsy, opowiadającego o życiu Bugsy'ego Siegela, było jego zaangażowanie w konstrukcję Flamingo. Do scenariusza wprowadzono jednak kilka zmian, w tym m.in.: w obrazie pomysł na budowę obiektu należał do Siegela, podczas gdy w rzeczywistości jego autorem był Billy Wilkerson.